# Westleigh, Greater Manchester
Westleigh är en stadsdel i Leigh, i distriktet Wigan, i grevskapet Greater Manchester, i England. West Leigh var en civil parish från 1866 till 1894 då den blev en del av Leigh. Denna civil parish hade 10 928 invånare år 1891.